# Речное (Красногвардейский район)
Речно́е (до 1948 года Салги́р-Кия́т; укр. Річне, крымскотат. Salğır Qıyat, Салгъыр Къыят) — исчезнувшее село в Красногвардейском районе Республики Крым, располагавшееся в центре района, в степной части Крыма, на левом берегу Салгира в нижнем течении, примерно в 3 км к западу от села Ровное.

## История
Впервые в доступных исторических источниках деревня идентифицируется на военно-топографической карте генерал-майора Мухина 1817 года, где она обозначена как Кият с 25 дворами. Видимо, вследствие эмиграции крымских татар в Турцию, деревня опустела и уже в Ведомости о всех селениях в Перекопском уезде состоящих с показанием в которой волости сколько числом дворов и душ… от 21 октября 1805 года, как и в «Ведомости о казённых волостях Таврической губернии 1829 года» Салгир-Кият не значится. На карте 1836 года в деревне 10 дворов, а на карте 1842 года селение обозначено условным знаком «малая деревня» (это означает, что в нём насчитывалось менее 5 дворов).
В 1860-х годах, после земской реформы Александра II, деревню включили в состав Айбарской волости. В «Списке населённых мест Таврической губернии по сведениям 1864 года», составленном по результатам VIII ревизии 1864 года, впервые встречается название Салгир-Кият — владельческая татарская деревня с 8 дворами, 42 жителями и соборной мечетью при рекѣ Салгирѣ. На 1867 год в селении действовала татарская начальная школа. По обследованиям профессора А. Н. Козловского начала 1860-х годов, вода в колодцах деревни была пресная, а их глубина составляла 10—15 саженей (21—32 м). На трехверстовой карте Шуберта 1865—1876 года деревня обозначена с 2 дворами. В «Памятной книге Таврической губернии 1889 года», включившей результаты Х ревизии 1887 года, записан Салгир-Кият уже Григорьевской волости с 20 дворами и 112 жителями.
После земской реформы 1890 года Салгир-Кият отнесли к Бютеньской волости. Согласно «…Памятной книжке Таврической губернии на 1892 год», в деревне Салгир-Кият, находившейся в частном владении, было 142 жителя в 29 домохозяйствах. Сохранился документ о выдаче ссуды неким Вейратскому, Челебиевой, Джанклич (она же Джанкличская), Клюндту, Эзау, Валл, Фаст и Реймер под залог имения при деревне Салгир-Кият от 27 марта 1896 года. По «…Памятной книжке Таврической губернии на 1900 год», в деревне числилось 236 жителей в 43 дворах. По Статистическому справочнику Таврической губернии. Ч.II-я. Статистический очерк, выпуск пятый Перекопский уезд, 1915 год, в деревне Салгир Кият Бютеньской волости Перекопского уезда числилось 32 двора (4 двора с землёй, 28 — безземельные) со смешанным населением в количестве 17 человек приписных жителей и 155 — «посторонних», из которых 93 мужчины и 88 женщин. Жители владели 350 десятинами удобной земли. В хозяйствах имелось 75 лошадей, 41 корова и 13 голов мелкого скота. Согласно списку 1915 года «…русских подданных из австрийских, венгерских или германских выходцев» землевладельцев, опубликованном в газете «Таврические губернские ведомости» в апреле 1915 года, при деревне Салгир-Кият значится Фаст Иоган Николаевич, владевший 440 десятинами, 1300 квадратными саженями земли.
После установления в Крыму Советской власти иучреждения 18 октября 1921 года Крымской АССР, в составе Симферопольского уезда был образован Биюк-Онларский район, в состав которого включили село, а в 1922 году уезды получили название округов. 11 октября 1923 года, согласно постановлению ВЦИК, в административное деление Крымской АССР были внесены изменения, в результате которых был ликвидирован Биюк-Онларский район и Бешуй-Эли включили в состав Симферопольского. Согласно Списку населённых пунктов Крымской АССР по Всесоюзной переписи 17 декабря 1926 года, в селе Салгир-Кият, центре Салгир-Киятского сельсовета Симферопольского района, числилось 63 двора, из них 60 крестьянских, население составляло 231 человек, из них 169 татар, 37 немцев, 25 русских, действовала татарская школа. Постановлением КрымЦИКа «О реорганизации сети районов Крымской АССР» от 15 сентября 1930 года был вновь создан Биюк-Онларский район, теперь как национальный (лишённый статуса национального постановлением Оргбюро ЦК КПСС от 20 февраля 1939 года) немецкий (указом Президиума Верховного Совета РСФСР № 621/6 от 14 декабря 1944 года переименованный в Октябрьский) село включили в его состав. По данным всесоюзной переписи населения 1939 года в селе проживал 241 человек.
В 1944 году, после освобождения Крыма от фашистов, согласно постановлению ГКО № 5859 от 11 мая 1944 года, 18 мая крымские татары были депортированы в Среднюю Азию. 12 августа 1944 года было принято постановление № ГОКО-6372с «О переселении колхозников в районы Крыма» и в сентябре 1944 года в район приехали первые новоселы (57 семей) из Винницкой и Киевской областей, а в начале 1950-х годов последовала вторая волна переселенцев из различных областей Украины. С 25 июня 1946 года селение в составе Крымской области РСФСР. Указом Президиума Верховного Совета РСФСР от 18 мая 1948 года Салгир-Кият переименовали в Речное. 26 апреля 1954 года Крымская область была передана из состава РСФСР в состав УССР. Время включения в Пятихатский сельсовет пока не установлено: на 15 июня 1960 года село уже числилось в его составе. Указом Президиума Верховного Совета УССР «Об укрупнении сельских районов Крымской области» от 30 декабря 1962 года Речное присоединили к Красногвардейскому району. Ликвидировано к 1968 году (согласно справочнику «Крымская область. Административно-территориальное деление на 1 января 1968 года» — в период с 1954 по 1968 годы).

### Динамика численности населения
| - 1864 год — 42 чел. - 1889 год — 112 чел. - 1892 год — 142 чел. - 1900 год — 236 чел. | - 1915 год — 17/155 чел. - 1926 год — 231 чел. - 1939 год — 241 чел. |